# Simon Fitzpatrick
(Fitz prima di inventare un diversivo)
Simon "Fitz" Fitzpatrick è un personaggio immaginario della serie televisiva animata Roswell Conspiracies, creata da Kaaren Lee Brown.
È doppiato in originale da Peter Kelamis ed in italiano da Riccardo Lombardo.

## Caratteristiche

Nella serie le storie relative alla teoria del complotto sugli UFO sono per lo più invenzioni di Fitz e Nema.

Fitz è un uomo alto e robusto con una gran massa di capelli biondi, un ciuffo perennemente ricadente sul viso ed un paio di vivaci occhi verdi, ha una mascella squadrata ma dei lineamenti gentili e rassicuranti specialmente il larghissimo sorriso che sfoggia in ogni occasione. Veste sempre con dei pantaloni grigio scuro, una camicia bianca, una giacca grigio chiaro, delle scarpe marroni ed una cravatta nera. In alcune occasioni lo si è visto vestire un completo scuro, una tuta nera d'infiltrazione e la divisa dell'Alleanza, oltre ad una lunga serie di travestimenti.
Fitz è un uomo semplice, cordiale, simpatico ed accomodante, dotato di una grande fantasia e l'abilità di convincere chiunque di qualsiasi cosa. Il suo innato senso dell'humor e la sua invincibile positività lo rendono quasi immune alla tensione e capace di rassicurare chiunque gli stia attorno anche nei momenti di maggiore sconforto o pericolo. Fitz è il personaggio più umano presente nella serie e quello che più si discosta dallo stereotipo di un agente segreto, dal carattere spesso ingenuo finisce a volte per compiere degli errori, tuttavia quando sbaglia pensa molto alle sue colpe e mostra sfumature molto profonde nella sua personalità.
Lui e la sua partner Nema hanno un'attrazione reciproca tenuta nascosta da entrambi per non rischiare l'integrità professionale, ma che si manifesterà già a metà della serie finché i due diverranno ufficialmente una coppia. Fitz critica spesso i metodi di Rinaker, ed è molto amico di Logan e Sh'lainn.
Essendo originario del Tennessee è spesso preso in giro dagli altri personaggi e trattato come un sempliciotto di provincia.

## Biografia del personaggio

### Antefatti
Simon Fitzpatrick nacque a Rockford Heights, Tennessee nel 1972. Della sua famiglia non si sa nulla e nella serie non compaiono suoi parenti né lui li menziona quindi è probabile che non ne abbia. Della sua vita prima di entrare nell'Alleanza si sa ben poco: il suo soprannome "Fitz" risale al periodo scolastico, non si è mai distinto particolarmente per meriti di studio ma al liceo giocò a football collezionando un buon numero di trofei, ebbe una relazione di storica durata con una ragazza di nome Joanna Wheelcom, che conosceva fin dall'infanzia, ma finito il college i due si separarono poiché Joanna voleva continuare gli studi e lui venne reclutato dalla CIA come agente operativo.
Fitz fece carriera in fretta e ancora giovanissimo entrò nelle file dell'Alleanza dove la sua fantasia ed il suo talento di simulatore lo portarono ad assumere la direzione dell'Unità Dettagli; ovvero il ramo dell'organizzazione volto a coprire le tracce troppo evidenti delle loro operazioni per mantenerne segreta l'esistenza.
Fitz è nell'Alleanza da molto più tempo di qualsiasi altro personaggio ed ha un'anzianità inferiore solamente a Rinaker e Trueblood. Proprio a causa di ciò, nonché della sua bravura, perfino il generale chiude spesso un occhio sui suoi errori ed i suoi atteggiamenti, considerando i vantaggi dell'averlo molto superiori agli svantaggi.
Qualche anno dopo il suo ingresso nell'organizzazione gli venne affidata come partner Nema Perrera che si rivelerà la collaboratrice perfetta per lui, e la cui intelligenza e capacità tattica si sposano alla perfezione con la fantasia sfrenata e l'abilità di simulazione di Fitz. L'uomo in breve inizierà a provare una grande attrazione per l'egiziana, ma la terrà nascosta per salvaguardare l'integrità professionale.

### Nella serie
Nel 1999 quando Nick Logan e Sh'lainn Blaze si uniscono all'Alleanza Fitz e la sua partner lavoreranno più volte a stretto contatto con loro ed il quartetto si rivelerà una squadra imbattibile in più occasioni, da sottolineare l'infiltrazione alla riunione delle tre principali famiglie di Vampiri (In cui Fitz rincontrerà la sua vecchia fiamma e sarà costretto a farle credere d'essere morto per non farle correre dei rischi), l'insabbiamento dietro alla caduta di un UFO alla festa in onore del giornalista Karl McGavin, la missione in Giappone per scoprire il complotto degli Oni (a seguito della quale lui e Nema si dichiarano e diventano una coppia) e la missione di recupero di Ti-Yet nell'Area 51.
Agli inizi del 2000 Fitz sarà anche presentato alla famiglia della fidanzata riuscendo, non senza fatica, a guadagnarsi la stima del padre di lei dopo aver affrontato insieme a lui un Vampiro millenario. Sarà parecchio geloso del rapporto formatosi tra Nema e Jarak ma alla fine si renderà conto che il sentimento condiviso tra l'alieno e la donna non è nemmeno lontanamente paragonabile a quello che essa prova per lui.
Quando il professor Alascano perfeziona uno strumento capace di manipolare o cancellare i ricordi delle menti umane, pensando che sarebbe utile per il suo lavoro Fitz lo prende di nascosto e, andando contro le indicazioni dello scienziato lo utilizza per resetare la mente di una donna testimone di uno scontro tra l'Alleanza e i Vodun provocandole uno svenimento. Immediatamente la donna viene portata al bunker dell'Alleanza per gli accertamenti medici e qui, dopo aver appurato che non ha apportato danni al cervello, emerge che si tratta di un ex-detenuta su libertà condizionale monitorata tramite un dispositivo alla caviglia: Il danno è fatto e nel giro di ventiquattro ore dall'evento il territorio circostante al bunker viene invaso da ufologi convinti di un nuovo sbarco UFO a Roswell. Per rimediare al suo errore Fitz convincerà perfino Karl McGavin a tacere sulla scoperta del bunker e riuscirà ad allontanare la stampa. L'evento ha tuttavia smascherato la posizione dell'Alleanza agli occhi di tutte le razze aliene della Terra e per questo Rinaker blinderà il bunker.
Dopo l'incidente il generale farà rinchiudere Logan al Livello Omega e Sh'lainn nei sotterranei con l'accusa di tradimento, comprendendo che il comportamento di Rinaker è sospetto e convinto dell'innocenza dei due aiuta Nema a organizzare una fuga dal bunker, durante la quale tuttavia a causa delle numerose trappole poste sul loro cammino dal generale, Fitz si rompe il braccio destro e rimane bloccato all'interno. Fortunatamente Logan, evaso dal Livello Omega, lo raggiunge e riesce a farlo uscire prima della detonazione dell'edificio impostata da Rinaker.

#### Epilogo
Durante la guerra con gli Shadoen Fitz, non potendo prendere parte ai combattimenti a causa dell'infortunio, inizialmente si sente frustrato, ma poi decide di assumersi il ruolo di moderatore delle diatribe tra le varie razze aliene della Nuova Alleanza, riuscendo in breve a divenire estremamente rispettato e benvoluto da tutte le fazioni aliene e ad appianare perfino le divergenze tra Mab e Dorn ponendo così definitivamente fine alla storica innemicizia tra Banshee e Vampiri.
Finita la guerra resterà in carica di direzione nell'Unità Dettagli della Nuova Alleanza assieme alla partner.

## Abilità
Fitz è uno dei pochi personaggi della serie a non essere addestrato nel corpo a corpo o in un qualche tipo di arte marziale questo, che può sembrare un punto debole è in realtà uno dei punti di forza del personaggio: essere solo un normale essere umano che riesce ad uscire dalle situazioni pericolose con la sua sola forza di volontà.
Ad ogni modo è comunque un agente molto competente ed utile in più campi, addestrato all'uso delle armi da fuoco e parecchio abile anche nelle manovre d'infiltrazione. Inoltre possiede delle nozioni di base da boy scout.
Il suo campo principale è però quello di coprire le tracce evidenti delle operazioni dell'Alleanza o dell'esistenza stessa dell'organizzazione. Fitz ha un indubbio talento d'improvvisazione ed è un grande esperto di travestimenti. Attore impeccabile, è capace di convincere chiunque di qualsiasi cosa, anche la più inverosimile, in un'occasione ha rivelato che saprebbe perfino come fare credere al mondo che sia in arrivo una "Terza Guerra Mondiale".